# Capital punishment (Death by hanging)
Capital punishment (Death by hanging) is een lied geschreven door Jan Vermeulen voor Sandy Coast.
Het was het resultaat van een ruzie tussen geluidstechnicus Geri Hall en Jan Vermeulen; die eerste zou over de laatste hebben gezegd dat hij beter in een patatzaak kon gaan werken. Het betekende het einde van Sandy Coast bij Bovema. Sandy Coast stapte over naar Iramac van Willem Duys, gelieerd aan Philips Records; de grote concurrent van Bovema. De band betrok met een budget van 5.000 NLG de GBT Studio in Den Haag om de elpee From the workshop op te nemen waaronder dit nummer. Aangezien die studio 1.000 NLG per dag kostte, moest alles binnen vijf dagen op tape staan. Onder leiding van Hans Vermeulen (zang en muziekproducent) werd met geluidstechnicus Erik Bakker achter de knoppen Capital punishment opgenomen. Andere aanwezigen waren Jan Vermeulen (gitaar), Jos de Jager (basgitaar), Ron Westerbeek (toetsen) en Onno Bevoort (drums). Willem Duys gaf het 1 februari 1969 uit op Relax, het sublabel van Iramac voor populaire muziek.
Alhoewel Hans de producent was, zei Jan wat er moest gebeuren in de studio; zo werd de akoestische gitaar opgenomen in de toiletruimte, die een aparte akoestiek had. Jan legde de basis voor het lied in een riff die hij eindeloos (Hans zei: tot vervelens toe) herhaalde totdat het nummer aan zijn eisen voldeed. Jan schreef een nummer omtrent de doodstraf. Alles stond binnen een paar uur op de band, alleen moesten nog de geluidseffecten en het klokgelui van de Big Ben ingevoegd worden. Hans Vermeulen gaf aan Peter Voskuil door dat Capital punishment het beste was dat de band heeft voortgebracht. De single met B-kant My friend Abdullah vond haar weg naar circa 25.000 kopers.
In de Parool Top 20 (voorloper Single Top 100) stond het drie weken genoteerd met als hoogste plaats 11; In de Nederlandse Top 40 haalde het in zeven weken de 12e plaats. Hans Vermeulen was er laconiek over: "dat is de plek die onze plaatjes destijds haalden".

## NPO Radio 2 Top 2000
| Nummer met noteringen in de NPO Radio 2 Top 2000 | '99  | '00 | '01  | '02  | '03  | '04  | '05  | '06  | '07  | '08  | '09  | '10  | '11  |
| ------------------------------------------------ | ---- | --- | ---- | ---- | ---- | ---- | ---- | ---- | ---- | ---- | ---- | ---- | ---- |
| Capital punishment (Death by hanging)            | 1275 | -   | 1544 | 1136 | 1550 | 1741 | 1643 | 1803 | 1980 | 1714 | 1711 | 1860 | 1928 |

1. ↑  Een '-' betekent dat het nummer niet was genoteerd en een vetgedrukt getal geeft de hoogste notering aan.
2. ↑  Deze tabel is bijgewerkt tot en met de laatste editie (2024).